# Żaqq

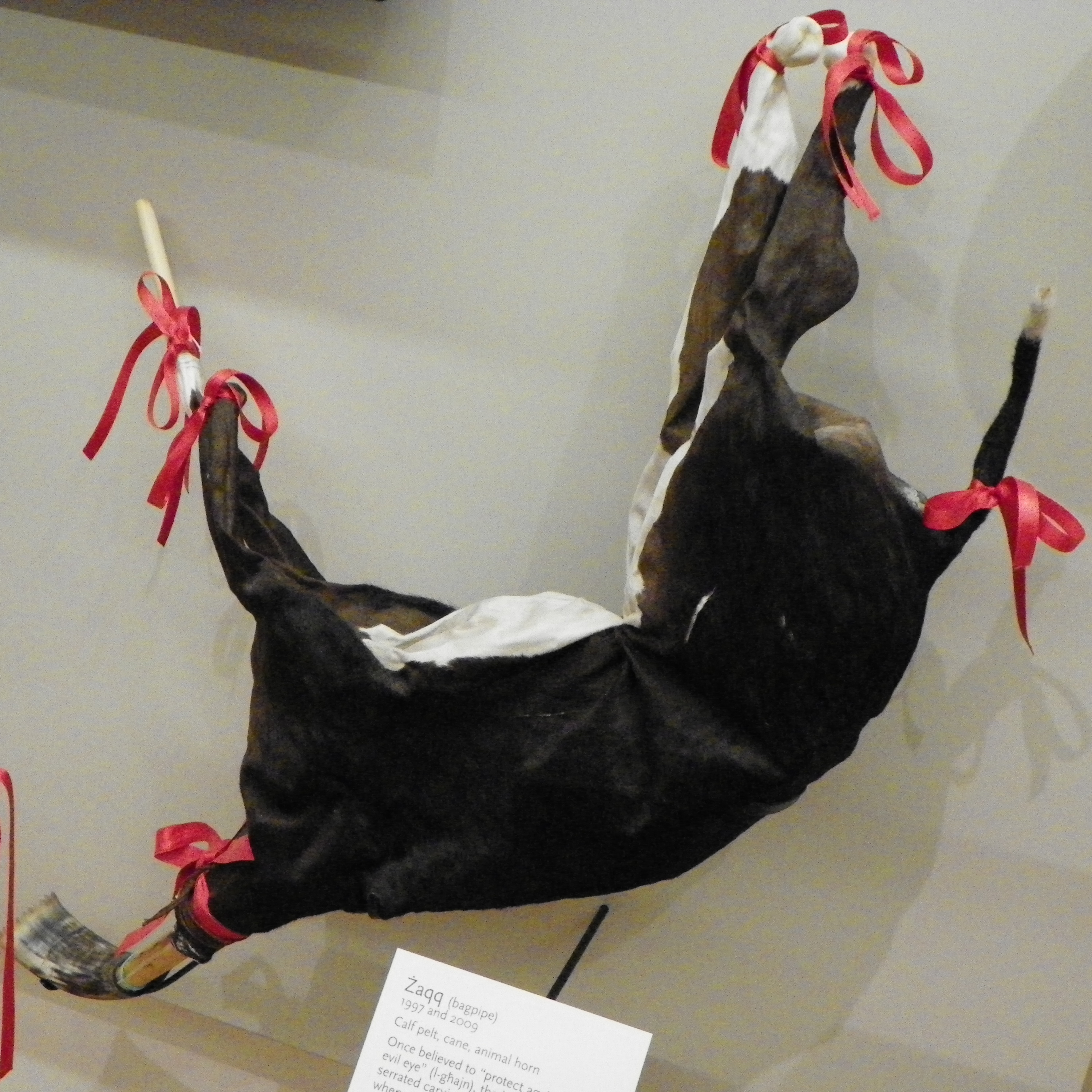
Żaqq im Musikinstrumentenmuseum in Phoenix, Arizona

Żaqq (mit bestimmten Artikel iż-żaqq) ist die häufigste Form der Sackpfeife auf Malta.

## Beschreibung
Ähnlich wie die Sackpfeifen Nordafrikas (vgl. mezwed) besteht der maltesische żaqq aus einer Spielpfeife mit zwei parallelen Pfeifen (qwiemi), die aus Rohr gemacht sind und auf einer hölzernen Halterung befestigt werden. Es werden zwei Einfachrohrblätter verwendet (bedbut). Meist wird am Ende der Spielpfeife ein Schalltrichter aus Kuhhorn (qarn) befestigt. Es gibt keine Bordunpfeifen. 
Der Luftsack wurde traditionellerweise bevorzugt aus Hundefell gemacht, aber auch aus Ziegenfell und Kalbfell. Nach ethnografischen Berichten wurden auch Häute von großen Katern verwendet.
Seit den 1970er Jahren wird der żaqq im alltäglichen Leben nicht mehr gebraucht, doch es gibt Versuche von verschiedenen Folk Ensembles, ihn wieder zu beleben.
Es gibt noch eine kleinere Form der maltesischen Sackpfeife, die qrajna genannt wird (eine Verkleinerungsform von qarn, „Horn“).

## Etymologie
Irrtümlich wird das Instrument gelegentlich „Zapp“ genannt. Dieser Fehler geht auf eine englischsprachige Veröffentlichung von 1939 zurück. Das maltesische Wort żaqq heißt „Sack“ oder „Bauch“. Es stammt vom arabischen زِقّ / ziqq / ‚Schlauch (als Behältnis)‘. Die gelegentlich vertretene Ableitung von italienisch „zampogna“ ist unzutreffend.